# Siewieroonieżsk
Siewieroonieżsk (ros. Североонежск) – osiedle typu miejskiego w północnej Rosji, na terenie obwodu archangielskiego, w północno-wschodniej  Europie.
Miejscowość liczy  5.480 mieszkańców (1 stycznia 2005 r.).